# Matka octu

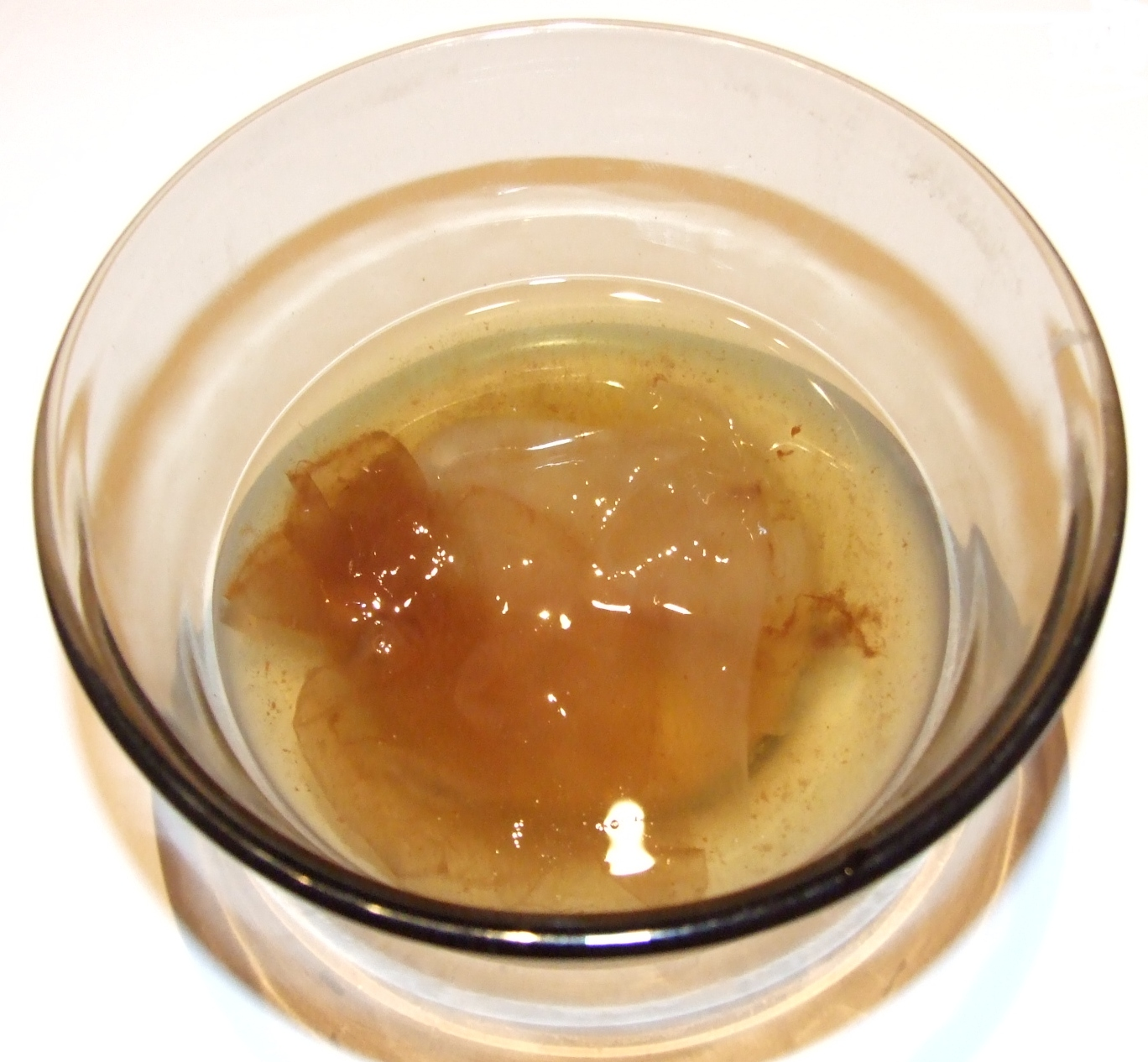
Matka octu w miseczce

Matka octu - zwana również Mycoderma aceti (wyrażenie łacińskie, z greckiego μὑκης (grzyb) plus δἐρμα (skóra), i łacińskiego aceti (octowy) - substancja złożona z formy celulozy i bakterii octowych, które rozwijają się podczas fermentacji alkoholi, która z kolei przekształca alkohol w kwas octowy z udziałem tlenu z powietrza. Jest dodawana do wina, cydru, lub innych napojów alkoholowych w celu produkcji octu.
Matka octu może również powstać w zakupionym w sklepie occie, jeżeli zawiera on niesfermentowany cukier lub alkohol. Matka octu jest nieszkodliwa i z jej powodu nie trzeba wylewać pozostałego dookoła niej octu. Można ją odfiltrować za pomocą filtru do kawy, po czym użyć do wyprodukowania nowej butelki octu, lub po prostu pozostawić w butelce.